# Batu Ejung
Batu Ejung is een bestuurslaag in het regentschap Muko-Muko van de provincie Bengkulu, Indonesië. Batu Ejung telt 807 inwoners (volkstelling 2010).